# Груд (Звягельський район)
Груд — село в Україні, у Новоград-Волинській територіальній громаді Звягельського району Житомирської області. Чисельність населення становить 579 осіб (2001). У 1926—54 роках — адміністративний центр колишньої однойменної сільської ради.

## Населення
Відповідно до результатів перепису населення Російської імперії 1897 року, загальна кількість мешканців становила 509 осіб, з них: православних — 485, чоловіків — 257, жінок — 252.
Наприкінці 19 століття в поселенні налічувалося 456 мешканців, дворів — 89, у 1906 році — 557 осіб, дворів — 99, у 1923 році — 678 мешканців, дворів — 119.
Відповідно до результатів перепису населення СРСР, кількість населення станом на 12 січня 1989 року становила 636 осіб. Станом на 5 грудня 2001 року, відповідно до перепису населення України, кількість мешканців села становила 579 осіб.

## Історія
Колишня власність князів Сангушків. Наприкінці 19 століття — село Піщівської волості Новоград-Волинського повіту Волинської губернії, за 16 верст (17 км) від Новограда-Волинського. Входило до православної парафії у Тожирі, за 1 версту. Селянам належало 333 десятини земель. З 1860 року діяла церковно-парафіяльна школа в громадській будівлі на селянському утриманні.
У 1906 році — сільце Піщівської волості (1-го стану) Новоград-Волинського повіту Волинської губернії. Відстань до повітового центру м. Новоград-Волинський становила 16 верст, до волосного центру с. Піщів — 15 верст. Поштове відділення — с. Дідовичі.
У 1923 році включене до складу новоствореної Тожирської сільської ради, яка 7 березня 1923 року увійшла до складу новоутвореного Пищівського (згодом — Ярунський) району Житомирської (згодом — Волинська) округи. Розміщувалося за 6 верст від районного центру с. Піщів та за 2 версти від центру сільської ради с. Тожир. 27 жовтня 1926 року в селі створено Грудську сільську раду Ярунського району. 11 серпня 1954 року, внаслідок об'єднання сільських рад, село підпорядковане Великомолодьківській сільській раді Ярунського району Житомирської області. 4 червня 1958 року, в складі сільської ради, передане до Новоград-Волинського району.
12 червня 2020 року, відповідно до розпорядження Кабінету Міністрів України № 711-р «Про визначення адміністративних центрів та затвердження територій територіальних громад Житомирської області», територію та населені пункти Великомолодьківської сільської ради включено до складу Новоград-Волинської міської територіальної громади Новоград-Волинського (згодом — Звягельський) району Житомирської області.